# Kaple Panny Marie Sedmibolestné (Libotov)
Kaple Panny Marie Sedmibolestné (někdy uváděná jako kaple svatého Kříže) je římskokatolická kaple v Libotově. Patří do farnosti Dvůr Králové nad Labem. Kaple je chráněna jako kulturní památka České republiky.

## Historie
Původně barokní kaple z roku 1778 byla rozšířena na západní straně roku 1862 a byla sjednocena novogotickou fasádou.

## Okolí kaple
Před kaplí je kovový kříž s letopočtem 1857 a s německým textem připomínajícím původní německé osídlení.

## Bohoslužby
Bohoslužby se konají zhruba jen jednou ročně, během oslavy Dne obce.

## Galerie

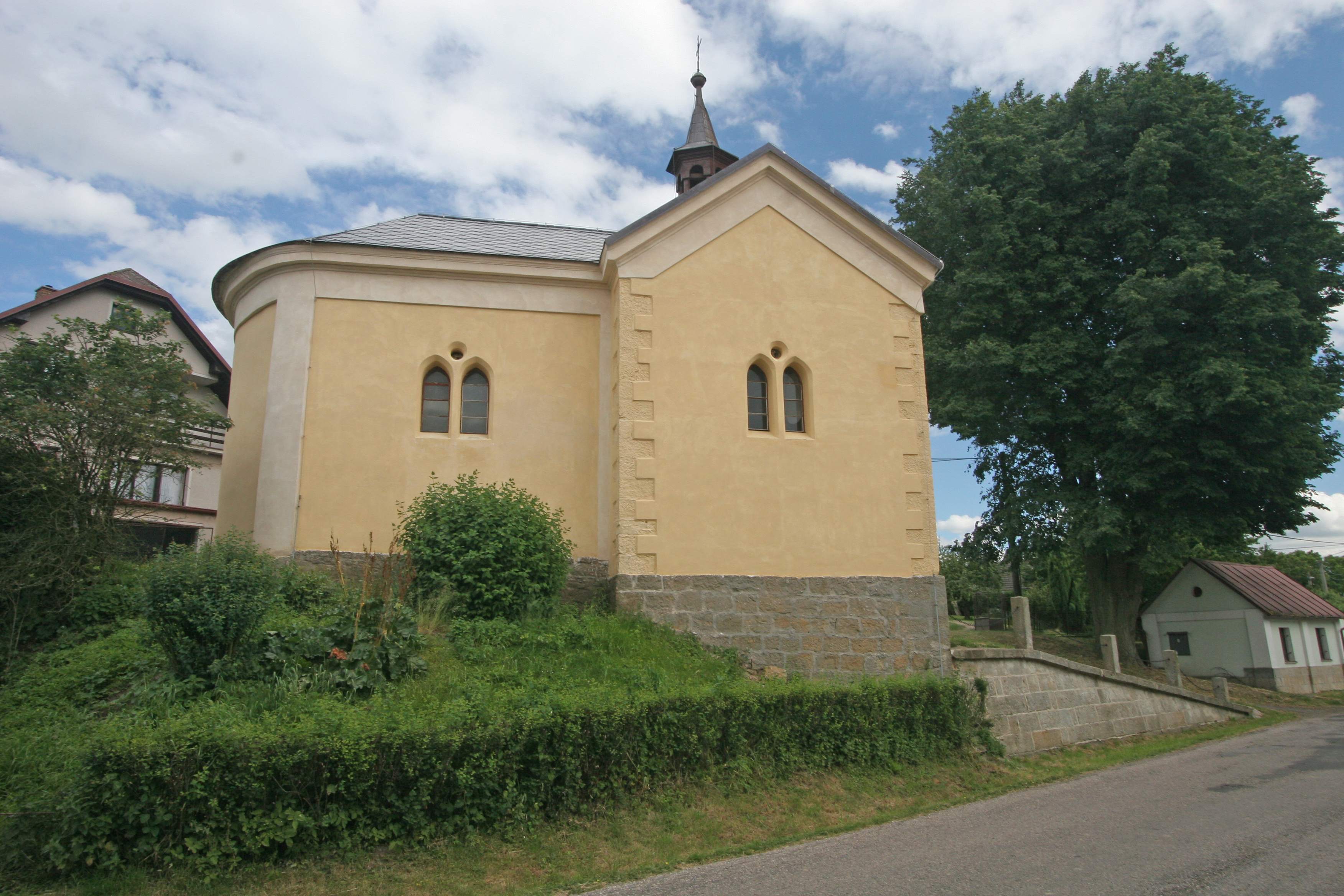
Kaple
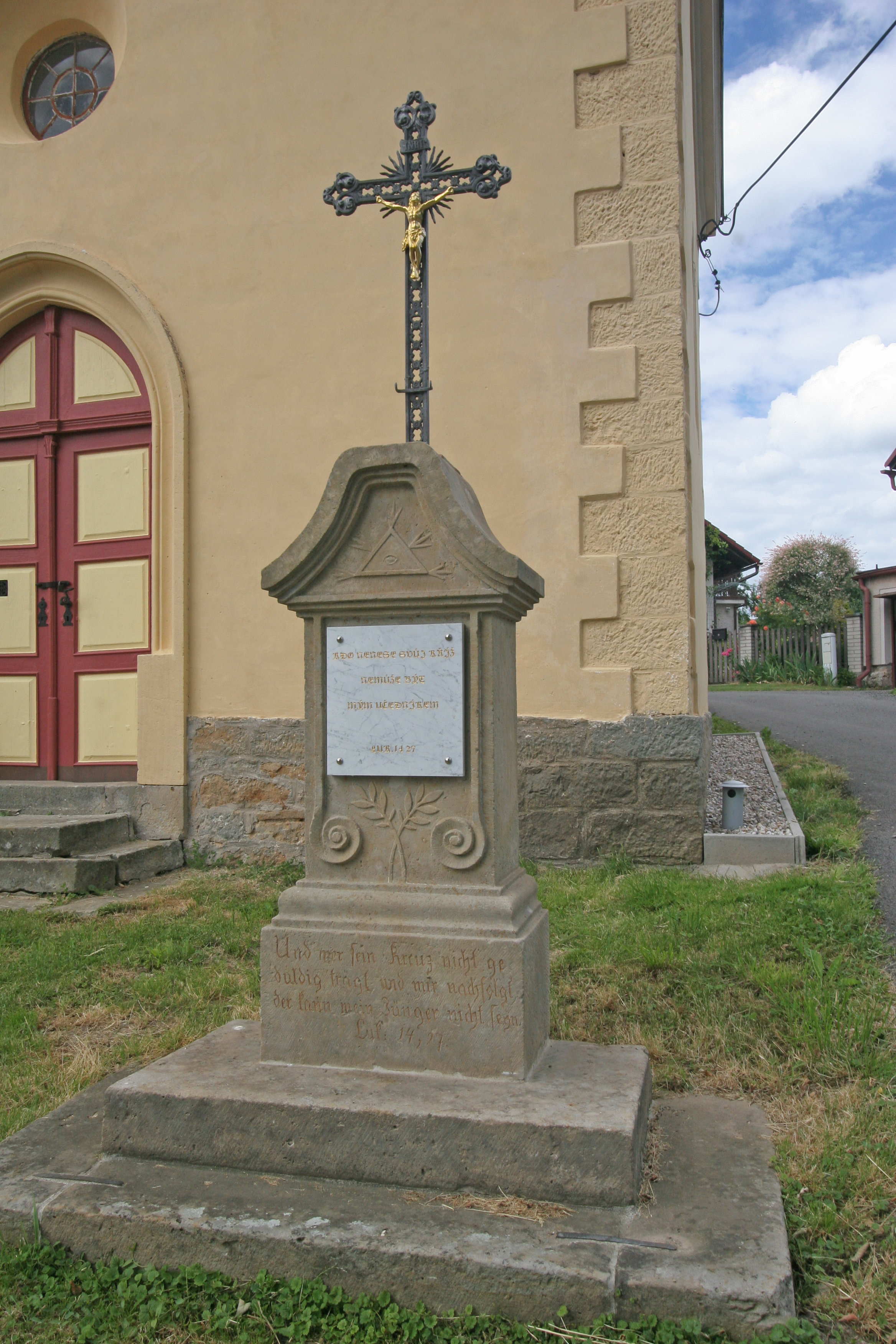
Kříž před kaplí